# Primera Divisió 1995/96
Het seizoen 1995/96 was het tweede seizoen dat om het landskampioenschap van Andorra in het voetbal werd gestreden. De tien deelnemende clubs speelde tweemaal tegen elkaar, voor een totaal van achttien wedstrijden per club. FC Encamp pakte hun eerste kampioenschap; titelhouder FC Santa Coloma eindigde op de derde plaats. Ploegen uit Andorra plaatsten zich dit seizoen nog niet voor Europees voetbal.

## Teams en stadion

### Teams
Aan de Primera Divisió namen dit seizoen tien ploegen deel.
- Inter Escaldes
- Spordany Juvenil

| Club                      | Plaats              | Parochie            |
| ------------------------- | ------------------- | ------------------- |
| FC Aldosa                 | L'Aldosa            | La Massana          |
| Construccions Emprim      | Onbekend            | Onbekend            |
| Deportivo La Massana      | La Massana          | La Massana          |
| FC Encamp                 | Encamp              | Encamp              |
| Inter Club d'Escaldes     | Les Escaldes        | Escaldes-Engordany  |
| CE Principat              | Andorra la Vella    | Andorra la Vella    |
| UE Sant Julià             | Sant Julià de Lòria | Sant Julià de Lòria |
| FC Santa Coloma           | Santa Coloma        | Andorra la Vella    |
| Spordany Juvenil          | Les Escaldes        | Escaldes-Engordany  |
| Sporting Club d'Engordany | Engordany           | Escaldes-Engordany  |

### Stadion
De wedstrijden in de Primera Divisió worden gespeeld op een accommodatie die door de Andorrese voetbalbond beheerd wordt. Dit seizoen werden de wedstrijden gespeeld in het Camp d'Esports d'Aixovall.
| Accommodatie              | Capaciteit | Plaats   | Parochie            |
| ------------------------- | ---------- | -------- | ------------------- |
| Camp d'Esports d'Aixovall | 1.000      | Aixovall | Sant Julià de Lòria |

## Ranglijst
FC Encamp werd kampioen, met twee punten voorsprong op CE Principat. De derde plaats was voor FC Santa Coloma. De rode lantaarn ging naar Construccions Emprim, dat zestien van de achttien duels verloor. Er was geen degradatie  - het tweede niveau, de Segona Divisió, werd pas in 1999 opgericht. Construccions Emprim trok zich echter terug voor volgend seizoen.

### Eindstand
|     | club                      | Sp. | W  | F | V  | Pnt. | DV | DT  | DS  |
| --- | ------------------------- | --- | -- | - | -- | ---- | -- | --- | --- |
| 1.  | FC Encamp                 | 18  | 15 | 2 | 1  | 47   | 64 | 18  | +46 |
| 2.  | CE Principat              | 18  | 14 | 3 | 1  | 45   | 85 | 22  | +63 |
| 3.  | FC Santa Coloma           | 18  | 13 | 3 | 2  | 42   | 52 | 26  | +26 |
| 4.  | FC Aldosa                 | 18  | 9  | 1 | 8  | 28   | 36 | 29  | +7  |
| 5.  | Deportivo La Massana      | 18  | 7  | 3 | 8  | 24   | 26 | 36  | –10 |
| 6.  | Sporting Club d'Engordany | 18  | 7  | 2 | 9  | 23   | 38 | 35  | +3  |
| 7.  | Inter Club d'Escaldes     | 18  | 6  | 1 | 11 | 19   | 44 | 36  | +8  |
| 8.  | UE Sant Julià             | 18  | 4  | 4 | 10 | 16   | 37 | 44  | –7  |
| 9.  | Spordany Juvenil          | 18  | 4  | 0 | 14 | 12   | 25 | 101 | –76 |
| 10. | Construccions Emprim      | 18  | 1  | 1 | 16 | 4    | 18 | 78  | –60 |

### Legenda
| Kleur | Kwalificatie voor             |
| ----- | ----------------------------- |
|       | Landskampioen                 |
|       | Bekerwinnaar                  |
|       | Geen deelname volgend seizoen |